# Fell on Black Days
Fell on Black Days è un singolo del gruppo rock statunitense Soundgarden, pubblicato nel 1994 ed estratto dall'album Superunknown.
La canzone è stata scritta da Chris Cornell.

## Tracce
Tutte le tracce sono state scritte da Chris Cornell, tranne dove indicato
- CD Promozionale (US)

1. Fell on Black Days (radio edit)

- CD Promozionale (US)

1. Fell on Black Days (alternate mix)
2. Fell on Black Days – 4:42

- CD (UK)

1. Fell on Black Days – 4:42
2. Kyle Petty, Son of Richard (Cornell, Kim Thayil) – 4:06
3. Fell on Black Days (video version) – 5:26

- CD (UK)

1. Fell on Black Days – 4:42
2. Girl U Want (Gerald Casale, Mark Mothersbaugh) – 3:29
3. Fell on Black Days (demo) – 4:01

- CD (Europa)

1. Fell on Black Days – 4:42
2. Motorcycle Loop (short version) (Thayil) – 1:32
3. Girl U Want (Casale, Mothersbaugh) – 3:29
4. Fell on Black Days (demo) – 4:03

- CD (Europa)

1. Fell on Black Days – 4:42
2. Kyle Petty, Son of Richard (Cornell, Thayil) – 4:06
3. Birth Ritual (Cornell, Matt Cameron, Thayil) – 5:51
4. Fell on Black Days (live) – 4:52

- CD (Europa)

1. Fell on Black Days – 4:42
2. My Wave (live) (Cornell, Thayil) – 4:34

- 7" Vinile (Europa, UK)

1. Fell on Black Days – 4:42
2. Motorcycle Loop (Thayil)
3. Kyle Petty, Son of Richard (Cornell, Thayil) – 4:07

- CD (Australia)

1. Fell on Black Days – 4:42
2. Kyle Petty, Son of Richard (Cornell, Thayil) – 4:07
3. Fell on Black Days (demo) – 4:04
4. Motorcycle Loop (short version) (Thayil) – 1:34
5. Fell on Black Days (live) – 4:52

- CD (Australia)

1. Fell on Black Days – 4:42
2. Kyle Petty, Son of Richard (Cornell, Thayil) – 4:07

## Video
Il videoclip della canzone è stato diretto da Jake Scott.